# Meandru (artă)

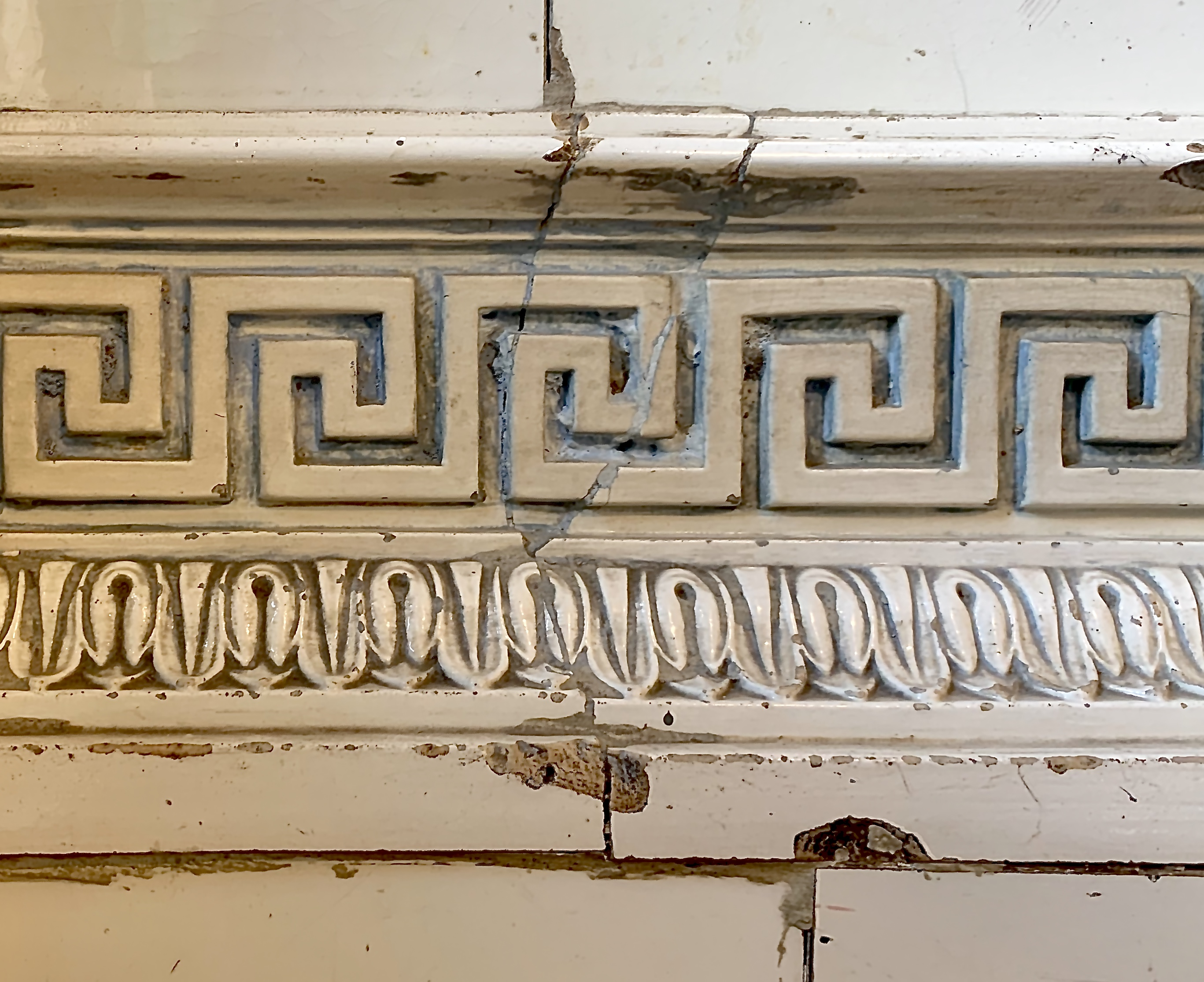
Meandru/cheie grecească pe o sobă din Casa Sturdza din București

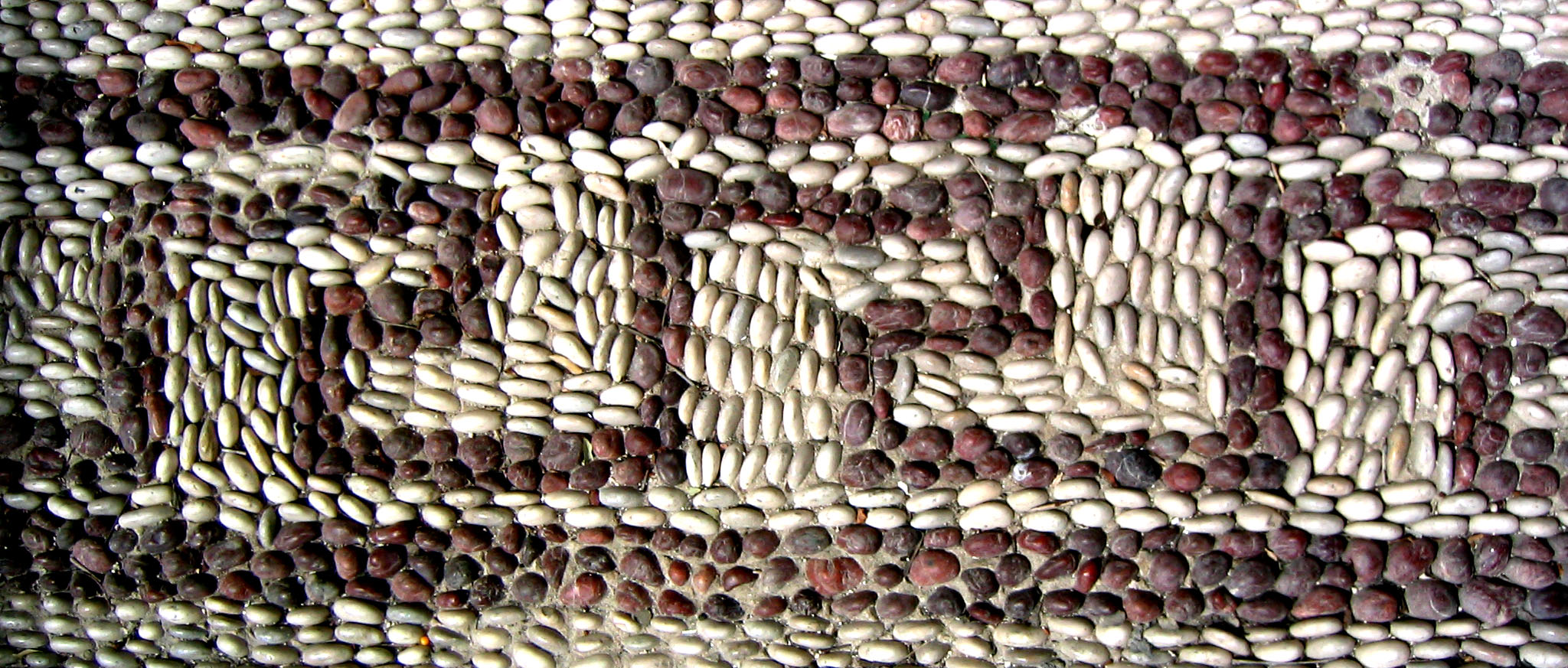
Pavaj cu meandre pe o stradă din Rodos (Grecia)

Un meandru (plural: meandre, greacă Μαίανδρος) e o bandă compusă dintr-o linie continuă, în forma unui motiv repetat. 
Pe de o parte, numele „meandru” amintește calea de răsucire și întoarcere a râului Maeander din Asia Mică, iar pe de altă parte, așa cum a observat Károly Kerényi, „meandrul este figura unui labirint în formă liniară”. Printre unii italieni, aceste modele sunt cunoscute sub numele de linii grecești. De obicei, termenul este folosit pentru motive cu linii drepte și unghiuri drepte; numeroasele versiuni cu forme rotunjite se cheamă suluri rulante.
Meandrele sunt elemente decorative obișnuite în arta greacă și în cea romană. În Grecia antică apar în numeroase frize arhitecturale și în benzile de pe ceramica Greciei antice începând cu perioada Geometrică. Ornamentul ăsta este larg răspândit în zilele noastre. Meandrul este un motiv fundamental în regiuni aflate departe de zona elenică: meandrele labirintice (modelele „tunete”) apar în benzi pe bronzurile ritualice chineze, iar multe clădiri tradiționale din China și din jurul ei poartă în continuare designuri geometrice aproape identice cu meandrele. Există posibilitatea ca meandrele de origine greacă să fi venit în China în timpul dinastiei Han, prin comerț cu Regatul Greco-Bactrian.
Ele erau printre cele mai importante simboluri din Grecia antică; și probabil că simbolizau infinitatea și unitatea, multe temple grecești antice încorporând semnul meandrului. Vasele grecești, în special în perioada geometrică, au fost probabil motivul principal al folosirii pe scară largă a meandrelor; alternativ, modele în formă de valuri foarte asemănătoare cu oceanele au apărut, de asemenea, în același format ca meandrele. Scutul lui Filip al II-lea al Macedoniei, conservat în muzeul Verginei, este decorat cu mai multe simboluri ale meandrului. Meandrele sunt de asemenea predominante pe mozaicurile podelelor din vilele romane din tot Imperiul Roman. Un bun exemplu este Vila Romană din Chedworth (Anglia), determinând mulți istorici să creadă că modelul a făcut parte din inspirația inițială pentru litera latină „G”.
Meandrele și generalizările lor sunt utilizate cu o frecvență crescândă în diverse domenii ale artei contemporane. Pictorul Yang Liu, de exemplu, a încorporat versiuni netede ale cheii tradiționale grecești (numite și desen Sona) în multe dintre picturile sale.

## Galerie

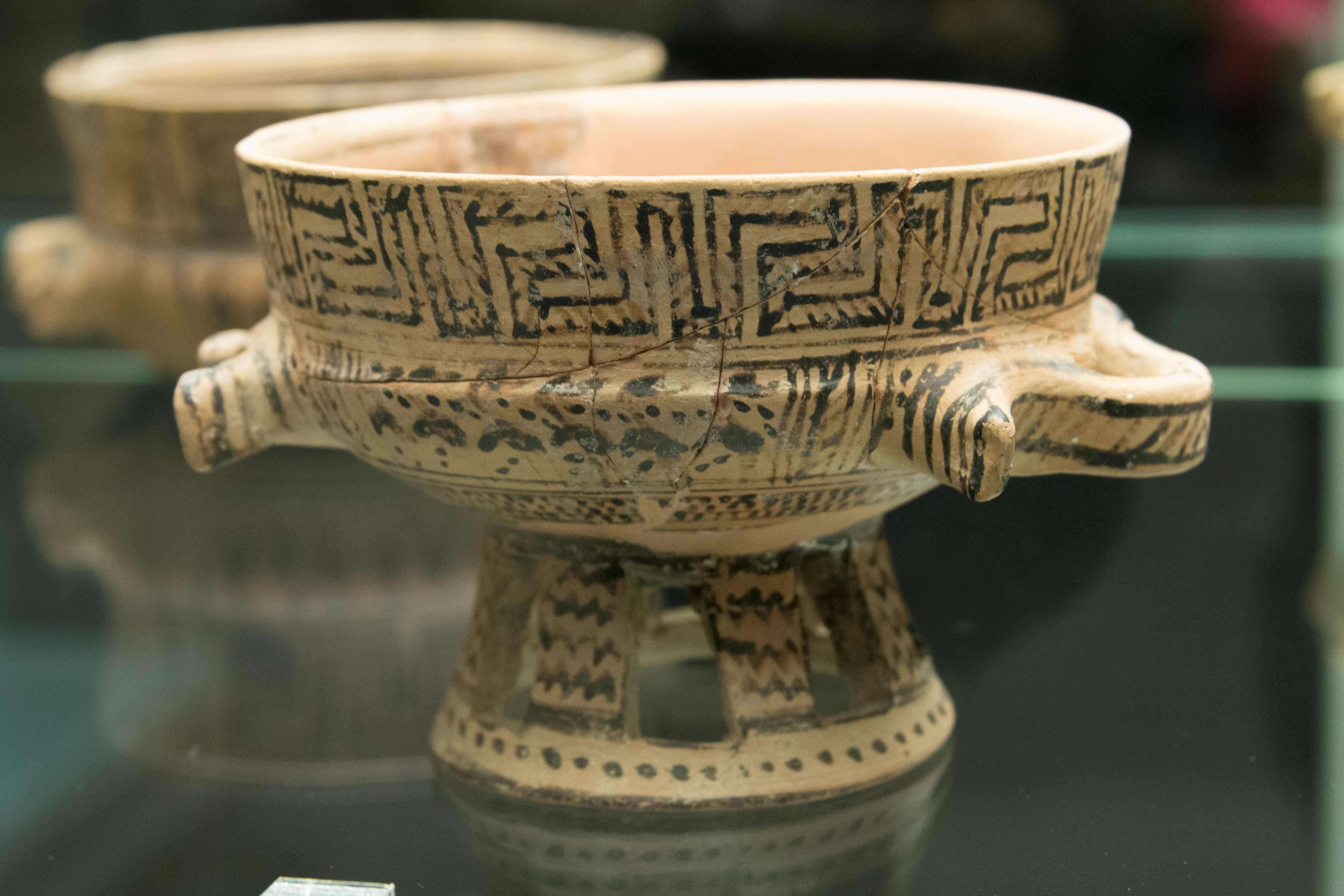
Bol geometric decorat cu un meandru, dein 730-720 î.Hr.
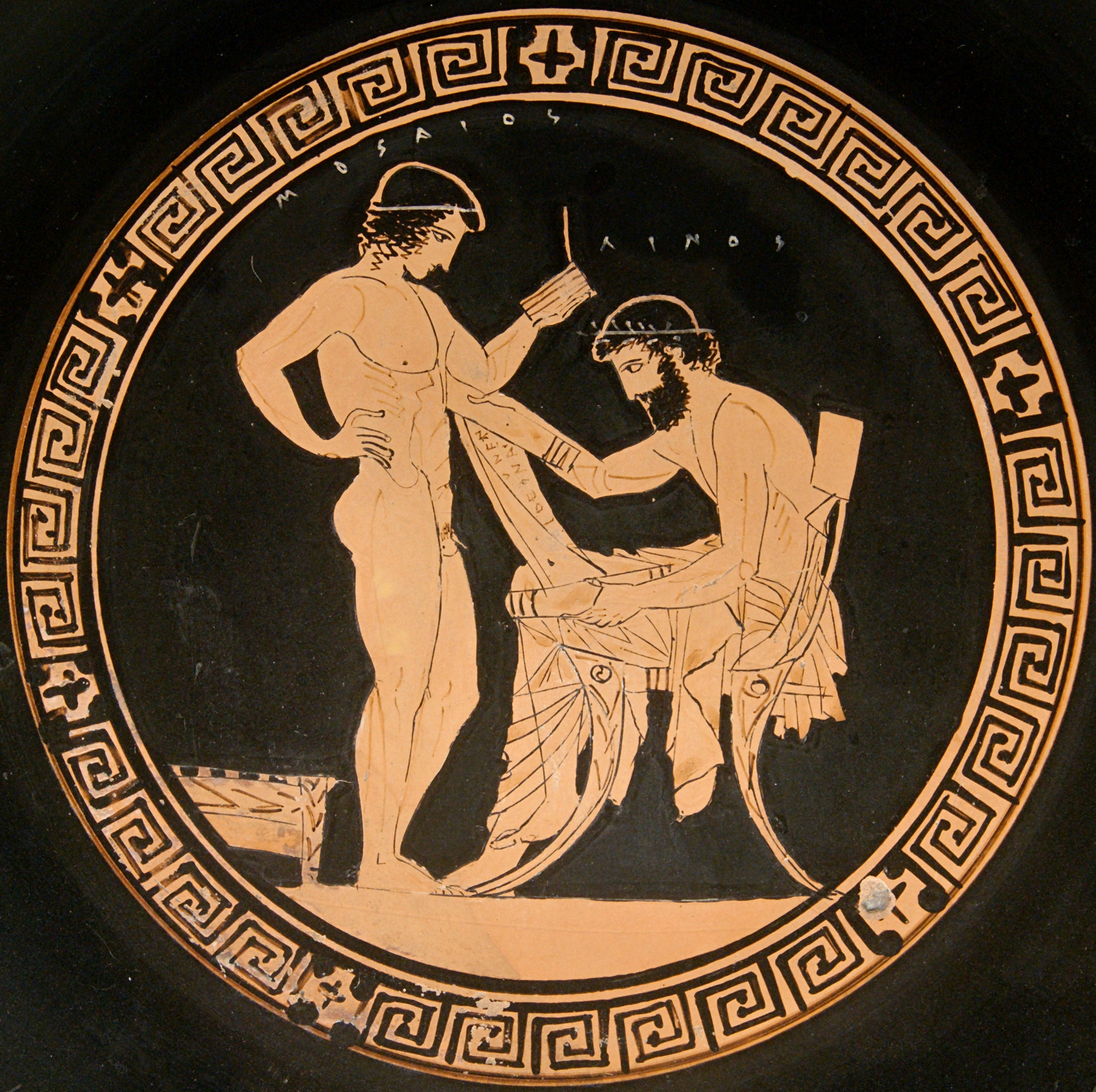
Vas grecesc cu meandre la margini
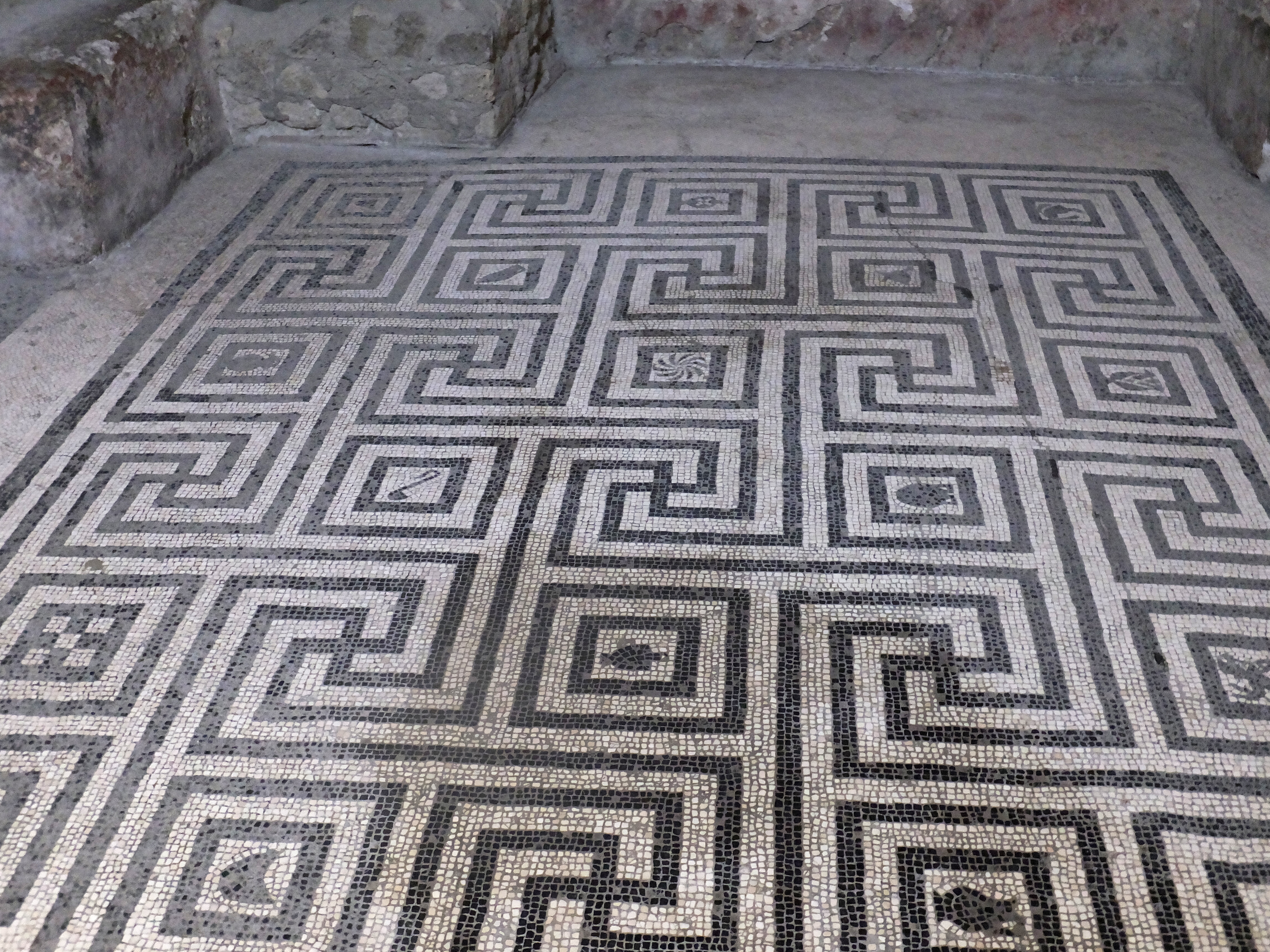
Mozaic cu meandre dintr-un tepidarium
Un labirint clasic
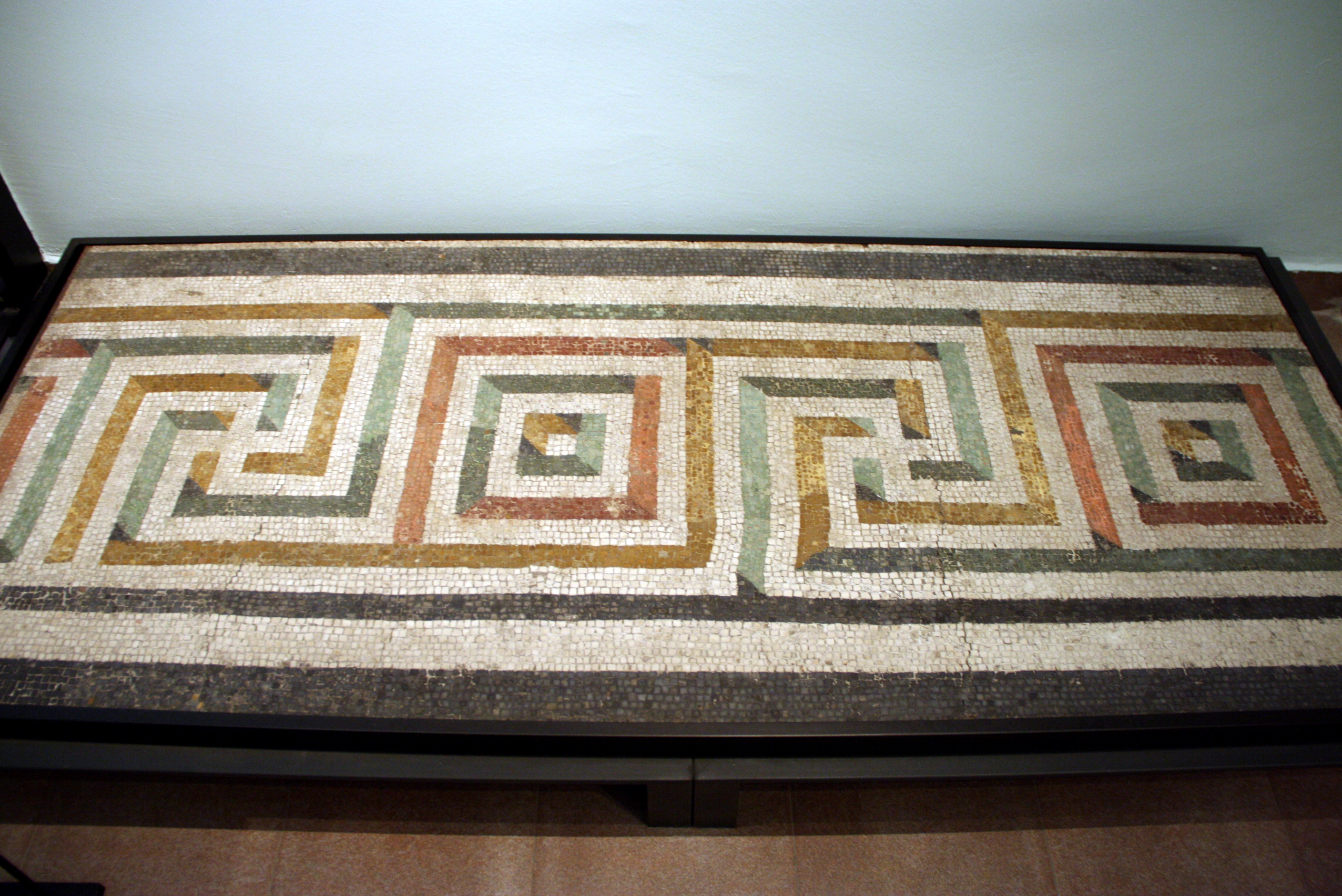
Mozaic roman în Muzeul Arheologic din Milano
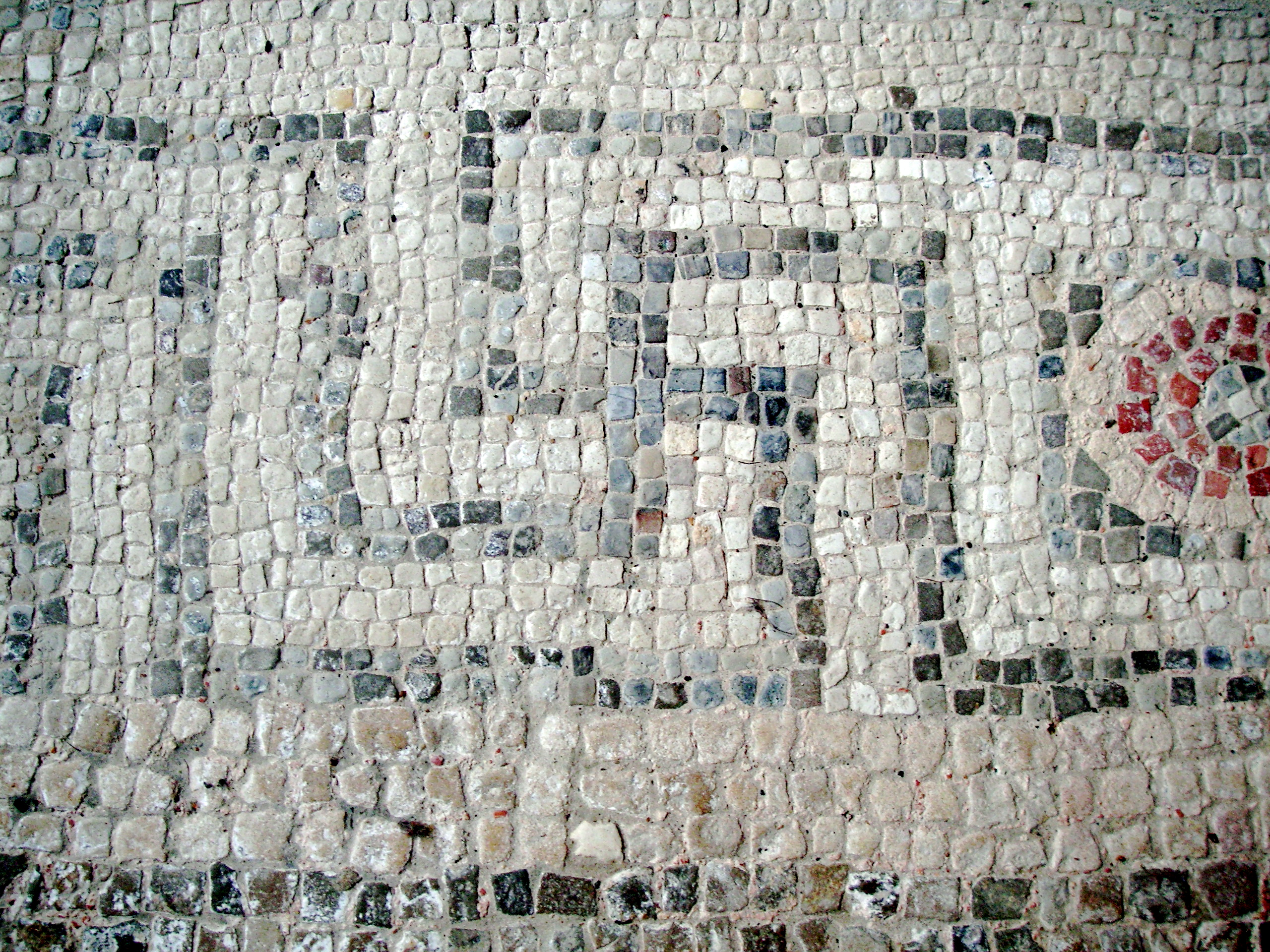
Mozaic roman din Vila Romană din Chedworth (Anglia)
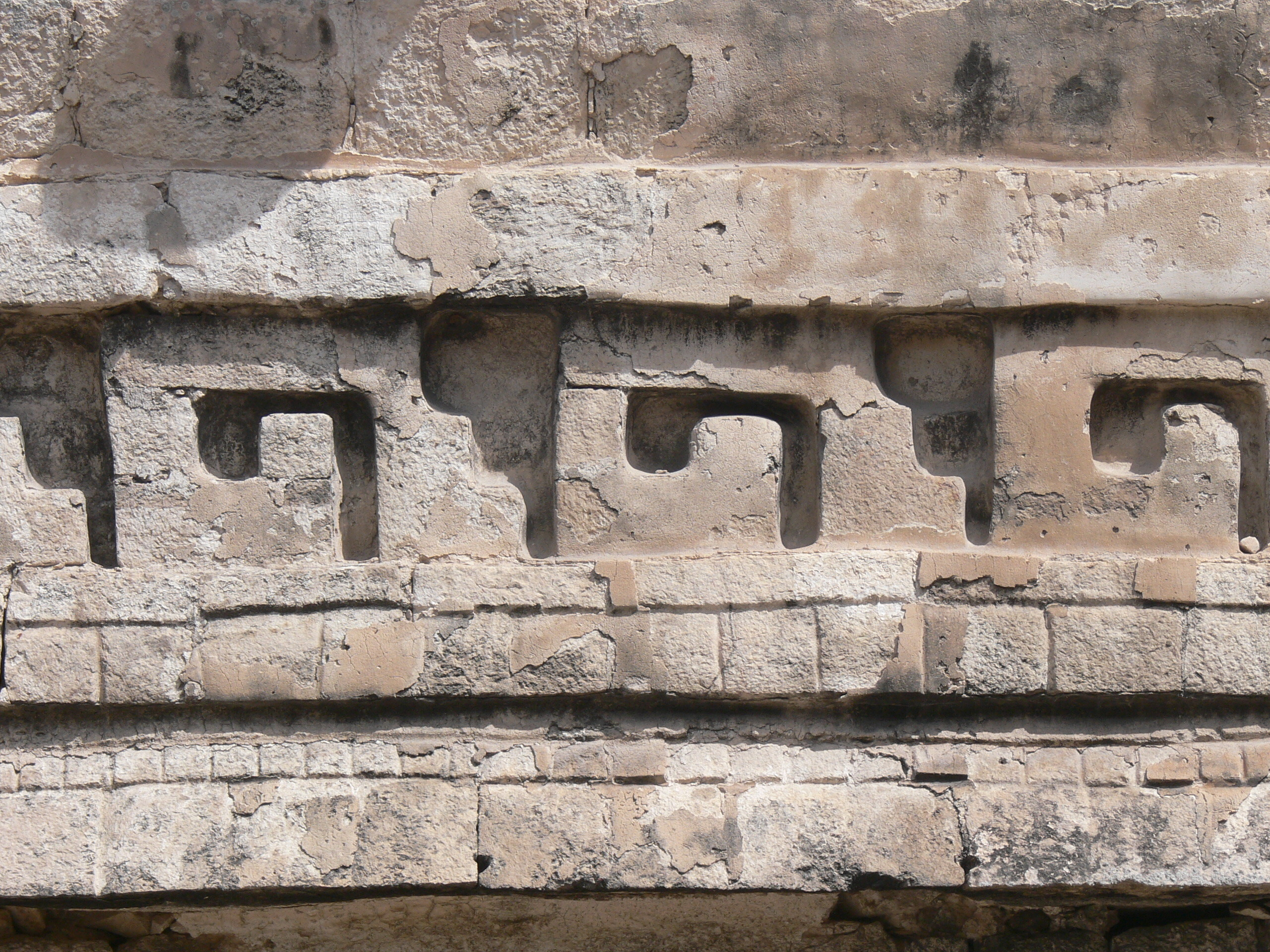
Meandre mayașe de la Chichén Itzá (Mexic)
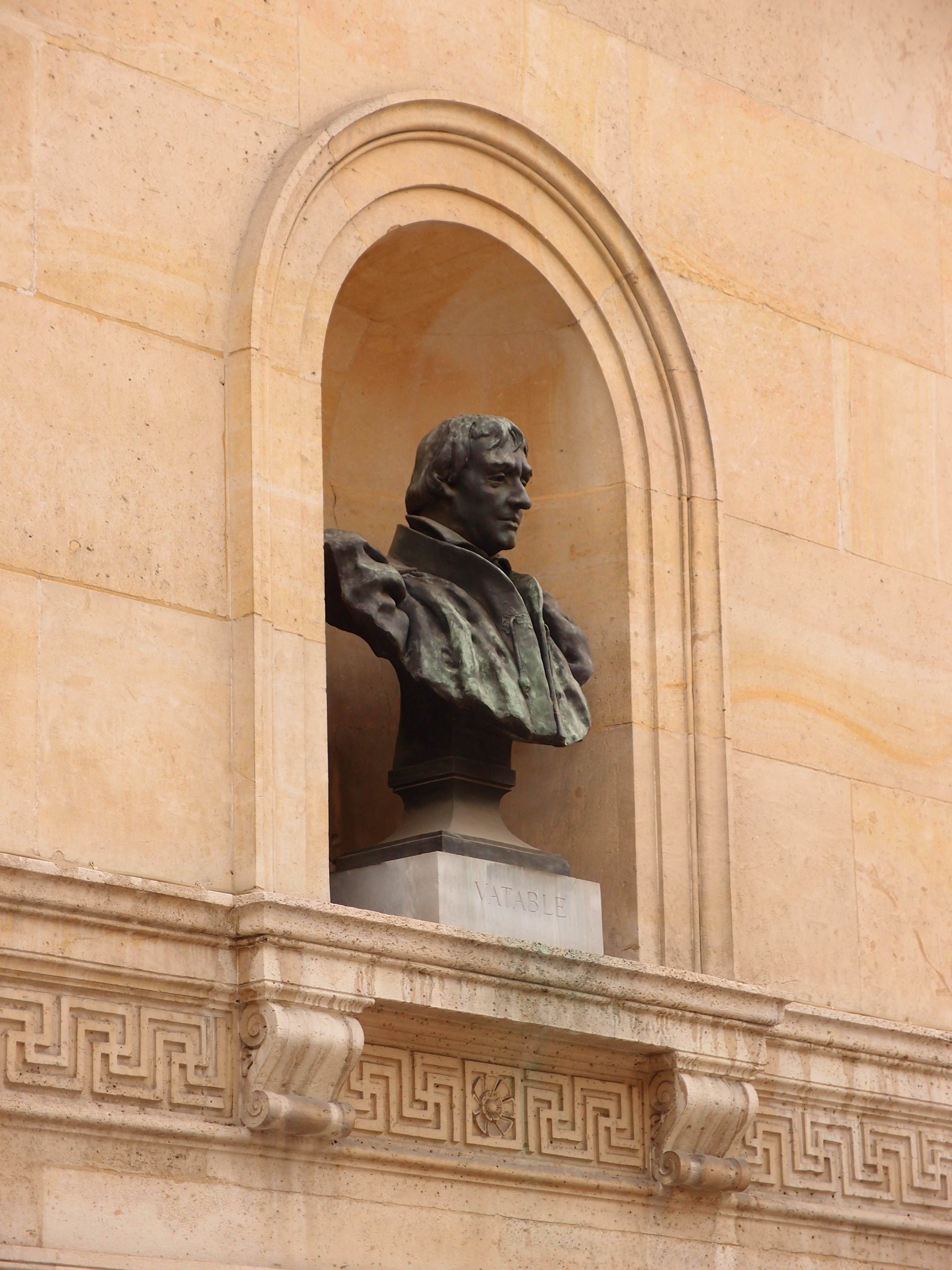
Meandre pe fațada unei clădiri din Paris, foarte asemănătoare cu cele din mozaicurile romane
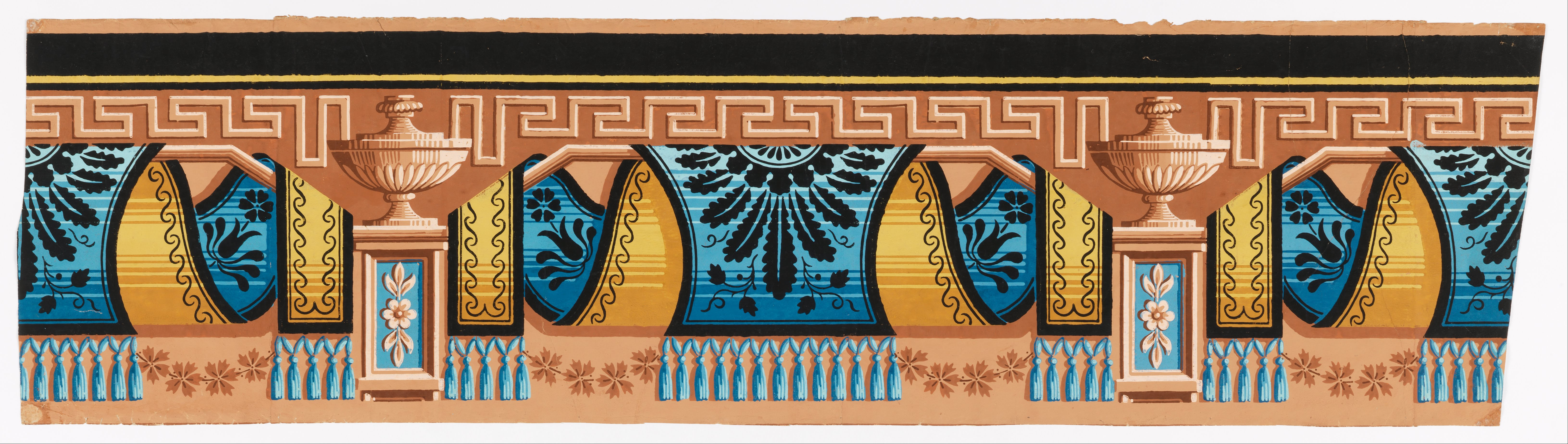
Ornament pentru margini, din 1800–1830, cu meandre în el
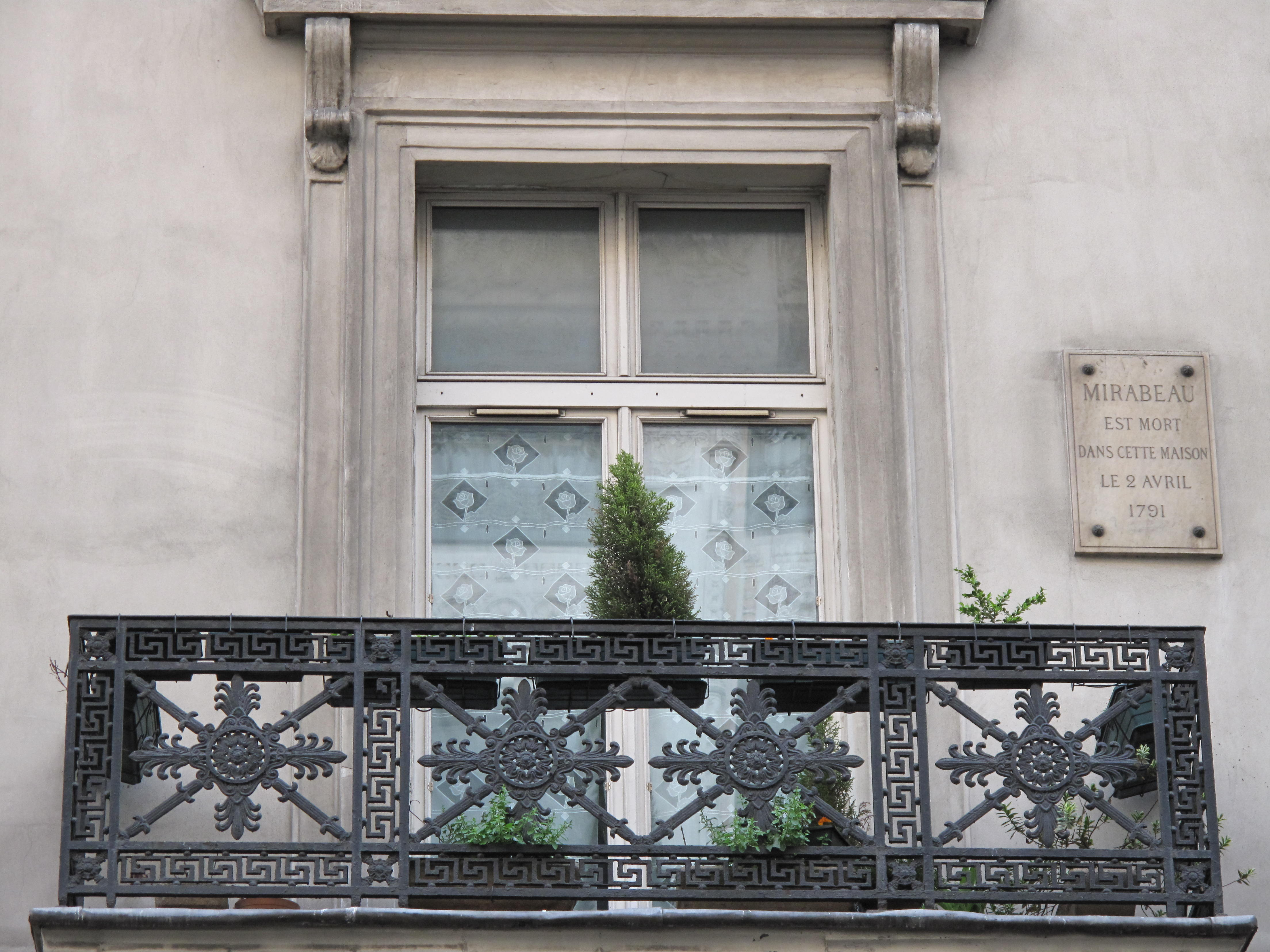
Balcon de fontă decorat cu meandre, în Paris